# Paul Bénichou
Pour les articles homonymes, voir Bénichou.
Paul Bénichou, né le 19 septembre 1908 à Tlemcen (Algérie) et mort le 14 mai 2001 à Paris 13e, est un universitaire français, spécialiste de l'histoire de la littérature.

## Biographie

### Origines familiales
Paul Isaac Bénichou est issu d'une famille séfarade, présente depuis des siècles en Afrique du Nord.

### Formation et débuts professionnels
Élève du lycée d'Oran, il fait de brillantes études secondaires, marquées par l'obtention d'un prix au concours général. Bachelier en 1924, il entre en classe préparatoire au lycée Louis-le-Grand, où il est condisciple de Maurice Merleau-Ponty et de Ferdinand Alquié. Il est admis à l'École normale supérieure en 1926 (section Lettres) et reçu 7e à l'agrégation des lettres en 1930.
Il devient professeur de l'enseignement secondaire, occupant successivement des postes à l'École alsacienne, au lycée de Beauvais, puis au lycée Janson-de-Sailly.

### La Seconde Guerre mondiale
Il est mobilisé en 1939. Après l'armistice de juin 1940, il reste en zone non occupée, à Bergerac, où il achève Morales du Grand Siècle, puis à Lyon.
En octobre 1940, il est doublement victime des mesures antisémites du régime de Vichy : en tant que juif, il lui est interdit de rester dans l'enseignement, et, en tant que juif d'Algérie, il perd la nationalité française, ayant désormais le statut colonial d'« indigène israélite d'Algérie ». Il vit notamment de leçons particulières.
En 1942, il quitte la France pour l'Algérie, puis pour l'Argentine, grâce à une invitation à occuper un poste à l'université de Mendoza ; par la suite, il obtient un poste à l'Institut français de Buenos Aires, dirigé par Roger Caillois et rallié à la France libre. À cette époque, il rencontre Jorge Luis Borges et travaille sur la littérature espagnole.

### L'après-guerre
Morales du Grand Siècle, présenté en 1946 à un professeur de la Sorbonne, est jugé insuffisant pour devenir une thèse ; sa publication en 1948 lui assure cependant une grande réputation dans le monde intellectuel, sans que cela lui donne accès à l'Université française.
De retour en France en 1949, il redevient professeur du secondaire, au lycée Condorcet jusqu'en 1958 ; il est aussi attaché de recherches au CNRS. Il connaît la consécration académique aux États-Unis en devenant, de 1959 à 1979, professeur titulaire de littérature française à l'université Harvard, à raison d'un semestre par an ; au sein du département de langues et littératures romanes, il enseigne la littérature française classique, mais aussi la poésie espagnole,.

### Postérité
Paul Bénichou est l'auteur d'œuvres multiples qui, en marge des différents courants critiques de son temps, étudient les rapports entre l'écrivain et la société dans laquelle il se trouve. Il a aussi fait des traductions de l'espagnol, notamment de textes de Jorge Luis Borges.
Il est inhumé au cimetière du Père-Lachaise (10e division).
Il est l'oncle du journaliste Pierre Bénichou et le père de Sylvia Roubaud-Bénichou, qui fut un temps l'épouse de l'écrivain Jacques Roubaud.
En 2003, sa fille Sylvia Roubaud-Bénichou fait don de ses archives à la Bibliothèque littéraire Jacques-Doucet.

## Publications
- Liste détaillée (en anglais)

### Ouvrages en français
- Morales du Grand Siècle, Paris, éd. Gallimard, 1948, 313 p. (plusieurs rééditions).
- L'Écrivain et ses travaux, Paris, éd. José Corti, 1967, 368 p.

- Prix Émile Faguet 1968 de l’Académie française
- Nerval et la chanson folklorique, Paris, éd. José Corti, 1970[17]
- Le Sacre de l'écrivain, Paris, éd. José Corti, 1973, 492 p.
- Le Temps des prophètes : doctrines de l'âge romantique, Paris, éd. Gallimard, 1977, 589 p.

- Prix Bordin 1978 de l’Académie française
- Les Mages romantiques, Paris, éd. Gallimard, 1988, 553 p.

- Prix d’Académie 1988 de l’Académie française
- L'École du désenchantement : Sainte-Beuve, Nodier, Musset, Nerval, Gautier, Paris, éd. Gallimard, 1992, 615 p.
  - Romantismes français, Paris, éd. Gallimard, coll. « Quarto », 2003-2004 : cet ouvrage (en deux volumes) rassemble les quatre livres précédents. Quelques photographies se trouvent en fin de volume I.
- Selon Mallarmé, Paris, éd. Gallimard, 1995, 420 p.

### Ouvrages en espagnol
- El tiempo de los profetas: Doctrinas de la época romántica, Mexico, éd. Fondo de Cultura Económica, 1984[18]
- La coronación del escritor 1750-1830. Ensayos sobre el advenimiento de un poder espiritual laico en la Francia moderna, Mexico, éd. Fondo de Cultura Económica, 1981[19]
- Romances judeo-españoles de Marruecos, Buenos Aires, éd. Instituto de Filología, 1946[20]
- Creación poética en el romancero tradicional, Madrid, éd. Gredos, 1968[21]

### Articles et chapitres d'ouvrage (sélection)
- « Poétique et métaphysique dans trois sonnets de Mallarmé », dans Jean-Luc Marion (dir.), La passion de la raison. Hommage à Ferdinand Alquié, Paris, éd. Presses universitaires de France, 1983, p. 407-428.
- « Formes et significations dans la Rodogune de Corneille », Le Débat, vol. 4, n° 31, 1984, p. 82-102.
- « Un Gethsémani romantique : “Le Mont des Oliviers” de Vigny », Revue d'histoire littéraire de la France, vol. 3, n° 98, 1998, p. 429-436.

## Décorations
- Commandeur de l'ordre des Arts et des Lettres Il est fait commandeur lors de la promotion du 20 avril 1995[22].

### Livres
- Sylvie Romanowski et Monique Bilezikian, Homage to Paul Bénichou, Birmingham (Alabama), éd. Summa Publications, 1994 [ (ISBN 0-917786-98-X)][23]
- Marc Fumaroli et Tzvetan Todorov (dir.), Mélanges sur l'œuvre de Paul Bénichou, Paris, éd. Gallimard, 1995 [ (ISBN 2-07-074136-2)]

### Articles
- « Paul Bénichou, critique littéraire et historien des idées », dans Archives Juives, 2/2006 (vol. 39), p. 122-124, disponible en ligne sur le site Cairn
- « Paul Bénichou Memorial Minute », Harvard Gazette,‎ 2005 (lire en ligne).
- Sylvia Roubaud-Bénichou, « Paul Bénichou et la littérature orale », dans Cahiers de l'Association internationale des études françaises, 2004, no 56, p. 245-261, disponible en ligne sur le site Persée. Contient de nombreuses indications biographiques.